# Beamtenversorgungsgesetz
Das Beamtenversorgungsgesetz (BeamtVG) regelt die Versorgung der Beamten und Richter des Bundes. Es regelt insbesondere das Ruhegehalt im Alter (Pension) und bei Dienstunfähigkeit, die Versorgung der Hinterbliebenen und die Unfallfürsorge bei Dienstunfällen. Die Besoldung während des Dienstverhältnisses regelt das Bundesbesoldungsgesetz.
Das BeamtVG besteht aus 15 Abschnitten:
- Abschnitt 1: Allgemeine Vorschriften
- Abschnitt 2: Ruhegehalt, Unterhaltsbeitrag
- Abschnitt 3: Hinterbliebenenversorgung
- Abschnitt 4: Bezüge bei Verschollenheit
- Abschnitt 5: Unfallfürsorge
- Abschnitt 6: Übergangsgeld, Ausgleich
- Abschnitt 7: Gemeinsame Vorschriften
- Abschnitt 8: Sondervorschriften
- Abschnitt 9: Versorgung besonderer Beamtengruppen
- Abschnitt 10: Vorhandene Versorgungsempfänger
- Abschnitt 11: Anpassung der Versorgungsbezüge
- Abschnitt 12: (weggefallen)
- Abschnitt 13: Übergangsvorschriften neuen Rechts
- Abschnitt 14: weggefallen
- Abschnitt 15: Schlussvorschriften

Das Beamtenversorgungsgesetz galt seit 1977 einheitlich für alle Beamten in der Bundesrepublik Deutschland. Durch die Föderalismusreform erhielten die Länder im Jahr 2006 wieder die Gesetzgebungskompetenz für das Versorgungsrecht für Landesbeamte und haben seitdem nach und nach entsprechende Landesgesetze erlassen, womit das Beamtenversorgungsgesetz nur noch für Bundesbeamte und Bundesrichter gilt (vgl. § 108 Abs. 1 BeamtVG; Art. 125a Abs. 1 Satz 2 GG).
Für Bundesbeamte, die auf eigenen Antrag aus dem Beamtenverhältnis entlassen werden, schützt seit 2013 das Altersgeldgesetz überwiegend den erworbenen (erdienten) Versorgungsanspruch unter der Bezeichnung Altersgeld.